# K.u.k. Luftfahrtruppen
Die k.u.k. Luftfahrtruppen waren die Luftstreitkräfte der k.u.k. Armee bis zur Auflösung des Vielvölkerstaates Österreich-Ungarn. Im Ersten Weltkrieg kämpften sie an der Ostfront gegen die russischen und an der Südfront gegen die italienischen und britischen Luftstreitkräfte. Die k.u.k. Kriegsmarine hatte mit den k.u.k. Seefliegern eigene Luftstreitkräfte, die kaiserlich-königliche Landwehr und die königlich ungarische Landwehr hatten keine eigenen Luftstreitkräfte.

Das Hoheitszeichen der k.u.k. Luftfahrtruppen 1913–1915/16

Das Hoheitszeichen der Luftfahrtruppen 1915/16–1918

Das Hoheitszeichen der Luftfahrtruppen 1918

## Geschichte

### Entstehung
Die militärische Luftfahrt in Österreich-Ungarn begann mit der Gründung der k.u.k. Militär-Aeronautischen Anstalt 1892 auf dem Wiener Arsenal. Diese beschäftigte sich mit der militärischen Nutzung von Ballons. In den folgenden eineinhalb Jahrzehnten stellte die k.u.k. Armee mehrere Ballonabteilungen auf. Im Oktober 1909 wurde die Militär-Aeronautische Anstalt im Zuge einer Neuorganisation in k.u.k. Luftschifferabteilung umbenannt und in die neu geschaffene Verkehrstruppenbrigade eingegliedert. Der Grund war das durch den Erwerb von Lenkluftschiffen erweiterte Tätigkeitsfeld und der Bedeutungsverlust von Ballons für militärische Zwecke. Das Luftschiff konnte aber die österreichisch-ungarische Heeresverwaltung nicht überzeugen. Nach je zwei Ankäufen aus dem In- und dem Ausland verzichtete die Heeresverwaltung auf Luftschiffe und setzte das Budget für den Ausbau der Fliegerwaffe ein. Bis zum Ersten Weltkrieg wurde die Luftschifferabteilung zu einer reinen Fliegertruppe.
Mit der Neuorganisation 1909 übersiedelte die Luftschifferabteilung auf ein neues Areal bei Fischamend. Weiter wurde am Flugplatz Wiener Neustadt die Militäraviatische Station für die Fliegerkräfte geschaffen. Dort fanden im gleichen Jahr die ersten inoffiziellen militärischen Übungsflüge statt. Ab Mitte 1910 wurden die ersten Flugzeuge stationiert, bei denen es sich um Geschenke unterschiedlicher Herkunft handelte und offiziell mit dem Übungsbetrieb begonnen. Nach den Besuchen von Kaiser Franz Josef, des Generalstabschefs Franz Conrad von Hötzendorf und des Kriegsministers Alexander von Krobatin wurde von der Heeresverwaltung die erste Ausschreibung von Heeresflugzeugen erlassen.
Mit der nächsten Neuorganisation im Oktober 1911 wurde die Leitung der k.u.k. Luftschifferabteilung dem Oberstleutnant Milan (Emil) Uzelac übertragen, der die weitere Entwicklung der Fliegerkräfte der k.u.k. Armee prägen sollte. Das Heer schaffte in der folgenden Zeit Etrich-Tauben und Lohner Pfeilflieger an und die Fliegerkräfte wurden in taktische Überlegungen einbezogen, was sich auch in dem Einsatz bei den Manövern bis Kriegsbeginn zeigte. Weiters wurde ein reger Erprobungsbetrieb mit Ballonen, Luftschiffen und Flugzeugen unter der Leitung von Ferdinand Cavallar von Grabensprung unternommen.

### Hoheitszeichen
1913 wurde für die Luftfahrtruppen die rot-weiß-rote Flaggendarstellung auf dem Seitenruder als Hoheitszeichen festgelegt. Die (oberen) Tragflächenenden wurden ebenfalls rot-weiß-rot gekennzeichnet. Mit Beginn des Ersten Weltkrieges kamen deutsche, ab Fabrik mit dem Zeichen des Eisernen Kreuzes versehene Maschinen zur Truppe. Die rot-weiß-roten österreichischen Kennzeichnungen wurden zusätzlich angebracht.
Die rot-weiß-roten Markierungen boten der feindlichen Luftabwehr ein gutes Ziel. Verwechslungen des vom Boden aus schlecht unterscheidbaren österreichischen rot-weiß-rot mit dem italienischen rot-weiß-grün führten wohl auch zu Eigenbeschuss, weshalb die rot-weiß-roten Markierungen nicht mehr angebracht und durch das schwarze Tatzenkreuz ersetzt wurden. Dieses Kreuz hatte als Armee- oder Kanonenkreuz von 1813 auch eine österreichische Tradition.
Ab 1917 wurde ausschließlich das schwarze Tatzenkreuz verwendet, das 1918 noch einmal zum schwarzen Balkenkreuz modifiziert wurde.

### Erster Weltkrieg
Beim Kriegsausbruch waren die Luftfahrtruppen nicht kriegsbereit. Im August 1914 standen 48 Flugzeuge – davon nur wenige kriegstauglich –, 12 Fesselballons und ein Luftschiff zur Verfügung und es fehlte an ausgebildeten Piloten. Unmittelbar nach dem Kriegsbeginn kaufte die österreichisch-ungarische Heeresverwaltung im In- und Ausland, vor allem dem Deutschen Reich Flugzeuge an, was zwangsläufig zu einer bunten Mischung von unterschiedlichen Flugzeugtypen führte. Der Zustand der Luftfahrtruppen wurde durch das Fehlen von Luftstreitkräften bei den Gegnern am Balkan sowie den schlechten Zustand der russischen Luftstreitkräfte relativiert.
Dass zu diesem Zeitpunkt nur Offiziere Piloten und Beobachter werden durften, wirkte sich zusätzlich negativ aus. Bereits die ersten Kriegsmonate brachten schwere Niederlagen und einen überproportional hohen Verlust an Offizieren mit sich. In der ganzen Armee herrschte Offiziersmangel. Nur mit Mühe gelang es Uzelac durchzusetzen, dass auch Unteroffiziere Piloten werden konnten. Im Laufe des Krieges stellten diese schnell die Mehrheit, aber Beobachter durften bis zum Kriegsende weiterhin nur Offiziere werden.
Siehe auch: Liste österreich-ungarischer Jagdflieger im Ersten Weltkrieg

## Organisation
Die Streitkräfte an der Front waren in Fliegerkompanien (kurz Flik) eingeteilt. Zur Versorgung der Einheiten mit Flugzeugen, Motoren, Waffen und anderen notwendigen Ausrüstungsgegenständen dienten die Fliegeretappenparks (kurz Flep). Jeder Fliegeretappenpark war für einen bestimmten Frontabschnitt verantwortlich und musste die dort stationierten Fliks versorgen. Hier wurden auch Reparaturen durchgeführt, die für die Fliegerkompanien selbst zu aufwendig waren. Die Fliegerersatzkompanien (kurz Flek) wiederum waren für die Ausbildung und Bereitstellung von Piloten, Mechanikern und Hilfspersonal für Fliegerkompanien zuständig. Die Fleks waren in zwei Fliegerersatzbataillonen zusammengefasst und unterstanden der Leitung der Fliegerersatztruppe.
Direkt dem Kriegsministerium unterstellt war das Fliegerarsenal (kurz Flars) zur Beschaffung der kompletten Ausrüstung. Auch das Testen von neuen Flugzeugen übernahm das Fliegerarsenal. Den Flugzeugherstellern wurden Bauaufsichten zugewiesen, meistens bestehend aus einem einzelnen Offizier, der ein fertiges Flugzeug überprüfte, bevor es an die Fleps gesandt wurde. Das Fliegerarsenal verteilte das Material an die Fliegerersatzkompanien und die Fliegeretappenparks.

### Die Fliegerkompanie

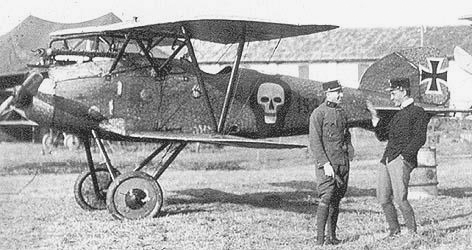
Albatros (Oeffag) D.III einer k.u.k. Fliegerkompanie

Die Fliegerkompanien waren in arabischen Zahlen durchnummeriert. Der Sollstand an Flugzeugen einer Fliegerkompanie betrug sechs Flugzeuge und zwei Reserveflugzeuge. Die Kompanie gliederte sich im Allgemeinen in ein Kommando, zwei Züge, einen Reservezug und den Train. Sie hatte etwa zehn Offiziere einschließlich vier Beobachtungsoffizieren und 100 Unteroffiziere und Mannschaften. Als „Bedeckung“ (Sicherungspersonal) war ihnen höchstens eine Halbkompanie von 60 Mann zugeteilt. Die Fliegerkompanien waren sehr mobil und verlegten bei Bedarf innerhalb kürzester Zeit ihren Standort. Eine Funkverbindung zu den Flugzeugen bestand nicht.
Ab 1917 setzte eine Spezialisierung der Fliegerkompanien ein. Zur Kennzeichnung ihrer Aufgabe führten sie in der Regel einen einzelnen Großbuchstaben nach ihrer Nummer. Die verschiedenen Typen der Fliegerkompanien unterschieden sich folglich in der Anzahl und im Typ der Flugzeuge. Die Kurzzeichen waren:
- D – Divisionsfliegerkompanie, für Artillerieaufklärung und Leitung, Infanterieunterstützung und Frontaufklärung im Nahbereich, einem Divisionskommando unterstellt
- K – Korpsfliegerkompanie (ab 1918), Aufklärungseinheit, einem Korpskommando unterstellt
- F – Fernaufklärungskompanie, zur Aufklärung im feindlichen Hinterland, einem Armeekommando unterstellt
- G – Grossflugzeugkompanie, bestimmt zum Einsatz zweimotoriger Großflugzeuge (Bomber), aus Mangel an solchen wurden später Flugzeuge des Typs C verwendet
- J – Jagdfliegerkompanie, zur Bekämpfung aller Arten feindlicher Flugobjekte, Sollstand waren 18 Jagdflugzeuge
- S – Schlachtfliegerkompanien (ab 1918), zur Infanterieunterstützung eingesetzt
- P – Photoaufklärerkompanie (ab 1918), mit Photoeinsitzern ausgerüstet
- Rb – Reihenbildaufklärerkompanie (ab 1917), Flugzeuge Typ C mit Reihenbildgeräten

### Die Fliegerersatzkompanie
Vor dem Krieg diente die Flugmaschinen-Instruktionsabteilung zur Ausbildung von Personal für die Luftfahrtruppen. Um die personellen Verluste zu Kriegsbeginn auszugleichen, wurde diese in eine Fliegerkompanie umgewandelt und an die Front verlegt. Zur Ausbildung wurden ab November 1914 die Fliegerersatzkompanien gegründet. Der steigenden Zahl der Kompanien wegen wurden im März alle Fleks im Fliegerersatzbataillon I zusammengefasst. Bis zum Kriegsende entstanden 22 Fliegerersatzkompanien, zusammengefasst in zwei Fliegerersatzbataillonen und dem Kommando der Fliegerersatztruppe unterstellt.

## Truppenstärke
Zur Zeit des Kriegsausbruches 1914 existierten neun Fliegerkompanien zu je 106 Mann. Im Frühjahr 1916 verfügten die k.u.k. Luftfahrtruppen über 24 Fliegerkompanien. Danach setzte ein gewisser Aufschwung ein, als die Gesamtzahl der Kompanien bis August 1917 auf 57 erhöht werden konnte. 1000 Flugzeuge und 500 Ersatzmotoren konnten zugeschoben werden. Die bei Jahresende 1917 bestehenden 66 Fliegerkompanien krankten nach wie vor an mangelnder Ausstattung, sodass lediglich ein Istbestand von 66 % erreicht werden konnte. Bis zum Kriegsende wurde die Anzahl noch auf 79 Fliegerkompanien erhöht.

## Ergänzungswesen (Stand 1917)
Offiziere wurden nach absolviertem zweijährigen Truppendienst zum Piloten- oder Beobachtungsdienst bestimmt. Sie blieben dann ständig bei der ihnen zugewiesenen Fliegerkompanie, bei zeitweiliger Dienstleistung bei ihrer Stammeinheit. Die Mannschaft wurde größtenteils aus dem Rekrutenkontingent bestimmt. Abkommandierungen aus den Einheiten waren eher selten.
Im Krieg wurden die Fliegerkompanien den Höheren Kommanden, (Armee und Korps) zugewiesen. Die Bezeichnung der Offiziere im militärischen Sprachgebrauch lautete: „Luftfahroffiziere“ und „Beobachtungsoffiziere“. Zum Beobachtungsoffizier wurden Truppenoffiziere bestimmt, die vorher einen zweimonatigen „Beobachtungskurs“ zu absolvieren hatten. Beobachter konnten nur Offiziere werden, während auch Mannschafts- bzw. Unteroffiziersdienstgrade zur Pilotenausbildung zugelassen waren.

## Einsatz im Ersten Weltkrieg

### Ostfront
Bis zum Kriegseintritt Italiens war das russische Zarenreich der Hauptgegner der Luftfahrtruppen. Die russische Fliegertruppe besaß im August 1914 etwa 16 Luftschiffe und 360 Flugzeuge, davon war der Großteil veraltet. Außerdem verteilten sich die Einheiten über eine enorme Frontlänge.
Im Gegensatz zu anderen Bereichen der Rüstungsindustrie lief die Produktion von Flugzeugen nur sehr schleppend an. Russland produzierte in ähnlichen Stückzahlen wie Österreich-Ungarn, blieb jedoch in der Qualität des Materials und der Ausbildung hinter diesen zurück, erst mit Unterstützung der Alliierten, besonders Frankreich, wurde die russische Fliegertruppe stärker. Mit dem Kriegseintritt Rumäniens auf alliierter Seite kam ab Sommer 1916 eine neue Bedrohung zur Luft auf die k.u.k. Luftfahrtruppe zu, was zu neu aufgestellten Fliks führte, erst mit dem Waffenstillstand an der Ostfront Ende 1917 konnten sie an die Italienfront abgehen.

### Balkan
Die Balkanfront war die Front mit der geringsten Lufttätigkeit. Obwohl knapp vor dem Krieg in Serbien mit dem Aufbau von Luftstreitkräften begonnen worden war, besaß das Königreich beim Kriegsbeginn nur drei einsatzbereite Flugzeuge. Die Milizarmee Montenegros besaß keine Luftstreitkräfte, so hatten die Besatzungen der k.u.k. Luftfahrtruppen in den ersten Kriegsmonaten die Luftherrschaft über dem Balkan. Das änderte sich mit der Stationierung italienischer Squadriglias im Süden Albaniens. Als im Herbst 1915 in Saloniki die Ententemächte (Frankreich stellte das größte Kontingent) mit einer Expeditionsarmee und zahlreichen Fliegereinheiten anlandeten und eine neue Front eröffneten, ging die Initiative auf die Alliierten über. Die k.u.k. Luftfahrtruppe musste weiter allein gegen die immer stärker werdende italienische Präsenz im Süden von Albanien ankämpfen. Ab Herbst 1916 waren deutsche Flieger der in Bulgarien stationierten Heeresgruppe Mackensen zusammen mit den k.u.k.-Fliks im Norden gegen Rumänien eingesetzt. Im Süden mussten nun österreichisch-ungarische mit einigen wenigen bulgarischen Besatzungen gegen eine hohe Anzahl an französischen Fliegern antreten.

### Italienfront
Italien hatte seit seiner Gründung expansionistische Ziele.
Im Londoner Vertrag (26. April 1915), einem Geheimvertrag, ging Italien ein Bündnis mit Großbritannien, Frankreich und Russland ein. Für seinen Kriegseintritt gegen die Mittelmächte wurden Italien große Gebietsgewinne nach dem Kriegsende in Aussicht gestellt. Am 23. Mai erklärte es Österreich-Ungarn den Krieg (1916 auch dessen Verbündetem, dem Deutschen Reich).
Mit dem Corpo Aeronautico Militare (den italienischen Luftstreitkräften) stand Österreich-Ungarn der materiell stärkste Gegner gegenüber. Erst ab 1916 gelang es ihnen jedoch, die Luftherrschaft über der Front zu gewinnen, als sich die materielle Überlegenheit voll auszuwirken begann. Vier Einheiten des britischen Royal Flying Corps kamen nach der zwölften Isonzoschlacht dazu. In geringem Umfang waren auch französische Fliegerkräfte an der italienischen Front bei Venedig und in Albanien stationiert.
Beim Kriegsbeginn mit Italien im Jahr 1915 lagen in Kärnten eine Fliegerkompanie mit vier Flugzeugen sowie am Isonzo vier Fliegerkompanien mit 16 Flugzeugen. An der Tiroler Front befanden sich zwei Fliegerkompanien. An der Hochgebirgsfront wurden fast nur zweisitzige Beobachtungsflugzeuge zum Einsatz gebracht. Jagdflugzeuge und Bomber kamen dagegen fast ausschließlich am Isonzo, der Piave und um den Monte Grappa zum Einsatz.
Der Schwerpunkt der Luftfahrtruppen verschob sich mehr und mehr an diese Front. Nach dem Kriegsaustritt Sowjetrusslands waren beinahe alle Fliegerkompanien an der italienischen Front stationiert. 1917 und 1918 umfasste der durchschnittliche Stand an Piloten nur 500 bis 600 Mann, wobei man einen Abgang von 100 % (!) als realistisch einkalkulierte. Die Überlebensdauer eines österreich-ungarischen Feldpiloten betrug 1917 vier Monate. Dadurch war im letzten Jahr des Krieges auf diesem Schauplatz gerade die Anzahl von etwa 200 Maschinen einsatzbereit (dem standen etwa 6500 auf italienischer Seite gegenüber).
Flugfelder:
(Isonzofront)
- Gorica 1911–1914
- hidrobaza Trst
- Žavlje
- hidrobaza Pulj
- hidrobaza Kotež
- Ajševica 1915–1916
- Maribor (Tezno) 1915–1918
- Ajdovščina 1916–1918
- Podnanos 1915–1917
- Beljak 1915–1918
- Prosek 1916–1917
- Vipava/Podraga 1916–1917
- Divača 1916–1917
- Sežana 1917
- Log 1917
- Trata 1917
- Logatec 1917
- Bled 1917
- Lesce 1917
- Stražišče pri Kranju 1917
- Ljubljana (v Polju) 1915
- Ljubljana (Šentvid, Bežigrad) 1917
- Brezovica 1917
- Reka 1917–1918
- Ljubljana (Šiška) 1918–1924

Karniafront
- Villach

Tirolfront
- Cirè
- Romagnano
- Gardolo
- Campo Maggiore (Lomaso)
- Croviana
- Neumarkt
- Bozen
- Vahrn
- Bruneck

Piavefront
- Feltre
- Roveredo
- Pordenone

## Eingesetzte Flugzeugtypen
Bei den Zweisitzertypen wurden zunächst vor allem B-Typen der Firma Lohner, Albatros, Aviatik und Lloyd eingesetzt. Im Laufe des Jahres 1916 setzten die Luftfahrtruppen erstmals Brandenburg-C.I-Flugzeuge ein. Dieses Modell fand für alle Einsatzarten Verwendung. Im Bereich der Luftaufklärung und bei Bombeneinsätzen blieb es bis zum Kriegsende das Rückgrat der Luftfahrtruppen. Die letzte Generation der zweisitzigen Mehrzweckflugzeuge bildeten anfangs die C.I-Modelle der Firma Aviatik und später von Phönix und Ufag. Letztere waren dem gegnerischen Material ebenbürtig.
Als sich das Konzept der Jagdeinsitzer für den Kampf gegen feindliche Flugzeuge durchsetzte, wurden aus Mangel an eigenen Typen 1915 zunächst Fokker-Eindecker aus dem Deutschen Reich angekauft. Gegen Ende des Jahres 1916 wurden diese durch die ebenfalls importierten Hansa-Brandenburg D.I-Kampfdoppeldecker, KD genannt, abgelöst. Im späteren Verlauf des Krieges waren die Standardjagdflugzeuge die von Oeffag in Lizenz gebauten und verbesserten Albatros (Oeffag) D.III, die rein österreichisch-ungarischen Jagdeinsitzer Aviatik D.I Berg und die Phönix D.I, D.II und D.IIa.
Die meisten inländischen Flugzeughersteller versuchten sich auch am Bau von Großflugzeugen. Die Modelle kamen jedoch nicht über das Prototypenstadium hinaus. Sie wurden entweder von der Heeresverwaltung abgelehnt oder das Projekt wurde von der Firma selbst eingestellt. So musste wieder aus dem Deutschen Reich importiert werden. In Stückzahlen kamen nur Gotha G.IV zum Einsatz. Die meisten Bombeneinsätze wurden weiter mit für diesen Zweck adaptierten Hansa-Brandenburg C.I-Flugzeugen durchgeführt.
- Albatros B.I, D.II, D.III

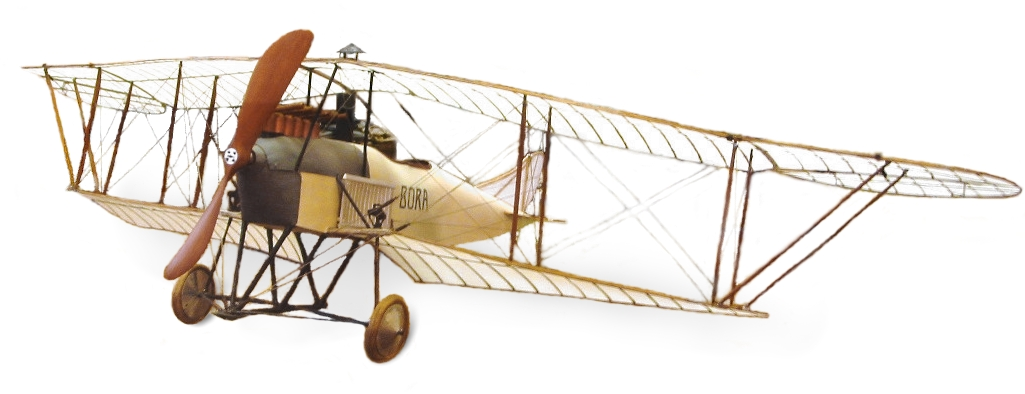
Lohner „Pfeilflieger“ wurden zu Kriegsbeginn in geringen Stückzahlen von den Luftfahrtruppen eingesetzt

- Österreichische Aviatik B.I, B.II, B.III, C.I, D.I, D.II
- Etrich Taube A.I, A.II
- Fokker A.III, B.I, B.II, B.III, D.I, D.II, D.VI, D.VII
- Gotha G.IV
- Hansa-Brandenburg B.I, C.I, D.I, G.I
- Knoller B.I, C.I, C.II
- Lloyd C.I, C.II, C.III, C.IV, C.V
- Lohner B.I, B.II, B.III, B.IV, B.V, B.VI, B.VII, C.I
- Oeffag C.I, C.II
- Phönix C.I, D.I, D.II, D.IIa
- Ufag C.I

### Nummernschema
Bei der k.u.k. Luftfahrtruppe wurde am 8. Februar 1915 ein Nummernschema zur eindeutigen Bezeichnung jedes Flugzeuges eingeführt. Jeder Flugzeughersteller, der in Stückzahlen für die Luftfahrtruppen produzierte, erhielt eine Ziffer (siehe unter Luftfahrtindustrie). Gefolgt von einer laufenden Zahl für jeden von dieser Firma produzierten Flugzeugtyp, wobei die Ziffer 0 für Prototypen reserviert war. Wurde dieses Modell mit bedeutenden Veränderungen, wie etwa einem anderen Motor, gebaut wurde dies mit einer weiteren Ziffer vor der bisherigen zweistelligen Zahl vermerkt. Nach einem Punkt folgte die laufende Produktionsnummer.
Zum Beispiel stand die Nummer 153.07 für das siebente (07) von der Oesterreichischen Flugzeugfabrik AG (Ziffer 5) produzierte Flugzeug vom Typ Albatros D.III (Ziffer 3). Dabei war die Albatros D.III der dritte von diesem Flugzeughersteller produzierte Flugzeugtyp. Jedoch wurden gegenüber der ursprünglichen Serie (53) Veränderungen in der Konstruktion oder Motorisierung vorgenommen. Das wurde mit der führenden Ziffer „1“ vermerkt.
Durch Lizenzbau bei verschiedenen Herstellern konnten so technisch gleiche Flugzeuge völlig unterschiedliche Bauartnummern erhalten. 61.64, 29.63 und 64.22 waren beispielsweise alles Maschinen vom Typ Hansa-Brandenburg C.I, aber bei unterschiedlichen Firmen gebaut (Hansa-Brandenburg, Phönix und UFAG).

### Flugzeugbezeichnungen
Die Flugzeugnamen setzten sich aus dem Herstellernamen (beispielsweise Albatros), einem Großbuchstaben zur Bezeichnung der Flugzeugtype und einer römischen Zahl als Modellnummer zusammen. Wurde das Flugzeug in Lizenz produziert, wurde dies durch das Kurzzeichen der Firma in Klammern vermerkt. So stellte die Aviatik D.I die erste Konstruktion eines Jagdeinsitzer Doppeldeckers der Firma Aviatik dar. Dieser Typ wurde auch von Lohner (Lo), der Ungarischen Lloyd Flugzeugfabrik (Ll), der Wiener Karosserie Fabrik (Wkf), der Ungarischen Allgemeinen Maschinenfabrik (Mag) und Thöne & Fiala (Th) in Lizenz gebaut. Die Bezeichnungen konnten von den Werksbezeichnungen abweichen. Bei Flugzeugen aus dem Deutschen Reich konnten sie von den dort verwendeten Bezeichnungen ebenfalls abweichen.
Die Codierung der Flugzeugtypen entsprach der der deutschen Fliegertruppe und war:
- A – Eindecker, meist unbewaffnete Schulmaschinen
- B – Doppeldecker, Zweisitzer, ältere Baumuster bis etwa 150 PS
- C – Doppeldecker, Zweisitzer, neuere Typen ab 160 PS
- D – Doppeldecker, Kampfeinsitzer
- E – Eindecker, Kampfeinsitzer vom Typ Fokker
- F – Doppeldecker, 350 PS, als Fernaufklärer (nur Prototypen)
- G – Doppeldecker, zweimotorige Großflugzeuge
- R – Doppeldecker, mehrmotorige Riesenflugzeuge

## Luftfahrtindustrie
| Jahr   | Flugzeuge  | Flugzeuge | Flugmotoren | Flugmotoren | Arbeiter   | Arbeiter |
| Jahr   | Österreich | Ungarn    | Österreich  | Ungarn      | Österreich | Ungarn   |
| ------ | ---------- | --------- | ----------- | ----------- | ---------- | -------- |
| 1914   | 40         | 30        | 50          | 22          | 849        | 577      |
| 1915   | 195        | 143       | 300         | 140         | 2338       | 1717     |
| 1916   | 517        | 414       | 650         | 204         | 3824       | 3024     |
| 1917   | 1050       | 664       | 900         | 330         | 5285       | 4100     |
| 1918   | 1600       | 778       | 1300        | 450         | 7650       | 4300     |
| Gesamt | 3402       | 2029      | 3200        | 1156        |            |          |
| Gesamt | 5431       | 5431      | 4356        | 4356        |            |          |

Neben den inländischen Produkten und den Lizenzbauten wurden auch Flugzeuge und Motoren importiert. Herkunftsland war immer das Deutsche Reich. Vor allem zu Kriegsbeginn musste importiert werden, da die inländische Produktion nicht ausreichte. Etwa Ende 1916 stoppte der Flugzeugimport, da das Deutsche Reich durch die steigende Intensität des Luftkrieges an der Westfront alle produzierten Flugzeuge selbst benötigte. Der für Österreich-Ungarn wichtigere Import von Motoren lief bis zum Kriegsende und glich die heimische Minderproduktion von Flugmotoren gegenüber Flugzeugen aus.
| Flugzeughersteller                                               | Sitz der Flugzeugfabrik                  | Beginn der Flugzeugproduktion | Offizielle Abkürzung | Ziffer im Nummernschema |
| ---------------------------------------------------------------- | ---------------------------------------- | ----------------------------- | -------------------- | ----------------------- |
| Albatros Flugzeugwerke Ges.m.b.H                                 | Berlin-Johannisthal                      |                               | Alb                  | 01)                     |
| Österreich-Ungarische Flugzeugfabrik Aviatik                     | Wien-Heiligenstadt und Wien-Essling      | 1914                          | Av                   | 3                       |
| Hansa- und Brandenburgische Flugzeugwerke AG                     | Brandenburg, Briest, Hamburg-Fuhlsbüttel |                               | Br                   | 63)                     |
| Flugzeugfabrik des k.u.k. Fliegerarsenals                        | Fischamend                               | 1913                          | Fd                   | 7                       |
| Fokker-Flugzeugwerke                                             | Schwerin-Görries                         |                               | Fok                  | 01)                     |
| Jacob Lohner & Co.                                               | Wien-Floridsdorf                         | 1910                          | Lo                   | 1                       |
| Ungarische Lloyd Flugzeug- und Motorenfabrik                     | Budapest-Aszód                           | 1914                          | Ll                   | 4                       |
| Magyar Általános Gépgyár (Ungarische Allgemeine Maschinenfabrik) | Budapest                                 | 1916                          | Mag                  | 9                       |
| Österreichische Flugzeugfabrik A.G.                              | Wiener Neustadt                          | 1915                          | Oef                  | 5                       |
| Phönix Flugzeugwerke A.G.2)                                      | Wien-Stadlau                             | 1914                          | Ph                   | 2                       |
| Thöne & Fiala                                                    | Wien-Alsergrund und Brigittenau          | 1916                          | Th                   | 10                      |
| Ungarische Flugzeugwerke A. G. (Ufag) (Camillo Castiglioni)      | Budapest-Albertfalva                     | 1912                          | U                    | 63)                     |
| Wiener Karosserie- und Flugzeugfabrik Dr. W. v. Gutmann          | Wien-Favoriten                           | 1915                          | Wkf                  | 8                       |

Anmerkungen:
- 1) Ziffer „0“ wurde für alle restlichen Flugzeughersteller verwendet
- 2) gegründet als Österreichische Albatros-Werke Ges.m.b.H in Wien-Stadlau
- 3) Hansa-Brandenburg wurden die mit 5 bis 9 beginnenden Produktionsnummern (also 50-99 und 500-999) zugeteilt, während UFAG diejenigen mit 0-4 erhielt[11]

## Museale Rezeption
Im Heeresgeschichtlichen Museum in Wien wird auch auf die Geschichte der k.u.k. Luftfahrttruppen eingegangen. Objekte in der Dauerausstellung des Museums decken dabei den Zeitraum von der Entstehung der militärischen Luftfahrt in Österreich bis zum Ende des Ersten Weltkrieges ab. So sind unter anderem Modelle der Etrich-Taube und des Lohner Pfeilfliegers sowie Flugzeugmotoren verschiedener Art ausgestellt. In der Ausstellungshalle des Ersten Weltkrieges befindet sich ein komplett erhaltenes Aufklärungs- und Trainingsflugzeug Albatros B.II sowie frühe Bomben, Abwurfpfeile, Fliegeradjustierungen und Flugabwehrkanonen.
Erhaltene Originalmaschinen:
- Albatros B.II (Serie 20) – Heeresgeschichtliches Museum, Wien
- Aviatik (Berg) D.I (Serie 101) – Technisches Museum Wien[13]
- Aviatik (Berg) D.I (Serie 101) – Museum of Flight, Seattle
- Hansa-Brandenburg B.I (Serie unbekannt) – Budapester Verkehrsmuseum[14]
- Knoller C.II (Serie 119) – Technisches Nationalmuseum, Prag[15]
- Lloyd LS-1 (Prototyp der Lloyd C.I, Serie 41) – Budapester Verkehrsmuseum[16]
- Lohner Type L (k.u.k. Seeflieger) – Italienisches Luftfahrtmuseum, Vigna di Valle[17]

Nachbauten
- Albatros D.III(Oef) (Serie 253) – CraftLab, Pitten (flugfähig)[18]
- Hansa-Brandenburg C.I (Serie 29) – CraftLab, Pitten (flugfähig)[19]